# Axel Feige (Mediziner)
Axel Feige (* 28. Januar 1941 in Duisburg) ist ein deutscher Gynäkologe mit Schwerpunkt Geburtshilfe und Pränatalmedizin.

## Leben
Feige studierte Medizin und absolvierte 1968 sein Staatsexamen an der Medizinischen Akademie Lübeck. Ein Jahr später promovierte er zum Thema Untersuchungen über die Kastrationsveränderungen im Hypophysenvorderlappen von Lipschütztieren bei unterschiedlich langer Versuchsdauer. Im Anschluss daran folgten die Approbation als Arzt, Tätigkeiten als Wissenschaftlicher Assistent in verschiedenen Krankenhäusern und als Stabsarzt beim Bundesgrenzschutz sowie die Facharztausbildung in der Gynäkologie und die Ernennung zum Facharzt für Gynäkologie und Geburtshilfe. In der Zeit von 1974 bis 1977 war er als Assistent an der Frauenklinik der Medizinische Hochschule Hannover (MHH) tätig. Im Jahr 1979 habilitierte sich Feige an der Universitäts-Frauenklinik Würzburg mit dem Thema Der Einfluss der Schwangerschaft auf den Kohlenhydrat und Fettstoffwechsel – eine Analyse der Regulation anhand metabolischer und endokriner Parameter. Nach dem Erwerb der venia legendi im Jahr 1980 erfolgte dort 1983 die Ernennung zum außerplanmäßigen Professor.
Von 1987 bis 2006 war Feige als Leitender Arzt der Frauenklinik II mit dem Schwerpunkt Geburtshilfe am Klinikum Nürnberg vertraglich gebunden. Wenige Monate vor Vertragsende wurde er wegen geschäftsschädigendem Verhalten vorzeitig entlassen, weil er in einem Brief an mehr als 200 niedergelassenen Gynäkologen dafür geworben hatte, spezielle Angebote an dem Universitätsklinikum Erlangen zu nutzen, die nach seinem Ausscheiden aus dem Klinikum Nürnberg dort nicht mehr gewährleistet seien. Anschließend leitete er zusammen mit seiner Gattin Renate Feige-Bruhns eine Gemeinschaftspraxis mit dem Schwerpunkt Spezielle Geburtshilfe und Perinatalmedizin.
Darüber hinaus übernahm Feige immer wieder Aufträge an, als Gutachter und Sachverständiger bei Gerichtsprozessen auszusagen. Feige ist Herausgeber und Verfasser mehrerer wissenschaftlicher Veröffentlichungen und Bücher, die zur Grundlagenliteratur für die Frauenheilkunde und Geburtshilfe gelten.

## Mitgliedschaften (Auswahl)
- Deutsche Gesellschaft für Pränatal und Geburtsmedizin[2].

## Kritik
Feige gilt als einer der wenigen Pränatalmediziner in Deutschland, die die Berechtigung haben, bei Drillings- oder höhergradigen Schwangerschaften, die in der Regel als Folge einer künstlichen Befruchtung durch Reproduktionsmediziner auftreten können, einen Fetozid durchzuführen. Diese Vorgehensweise ist in Fachkreisen und in der Gesellschaft ethisch und moralisch ebenso höchst umstritten wie die Ursache dafür, dass es durch die zum Teil unverantwortliche Vorgehensweise der Reproduktionsmediziner überhaupt zu solchen Mehrlingsgeburten kommt. Laut eigenen Aussagen kam es während seiner Zeit in Nürnberg zu mehreren Dutzenden solcher Eingriffe.
Als Klinikarzt und Gutachter ist Feige dafür bekannt, dass er außerklinische Geburtshilfen und auch Geburten in Belegkliniken generell ablehnt. Dies zeigte sich beispielsweise bei dem langjährigen Prozess gegen die als renommiert und erfahren geltende Ärztin und Hebamme Anna R., der ein Totschlag mit unterlassener Hilfeleistung vorgeworfen wurde, weil sie im Rahmen einer Hausgeburt eine Beckenendlage des Kindes den weit überschrittenen Geburtstermin sowie eine überlange Geburtsdauer von mehr fast 17 Stunden falsch eingeschätzt hatte und die Geburt für das Kind daraufhin tödlich endete. Dieser Prozess, der laut Vertretern des Hebammenverbands als „Hexenprozess der Schulmedizin gegen das Recht der Frau auf freie Wahl des Geburtsorts“ geführt wurde, endete nach mehreren Jahren Verhandlungsdauer im Jahr 2014 auch bedingt durch Feiges Gutachten mit der Verurteilung der Hebamme zu sechs Jahren und neun Monaten Freiheitsstrafe sowie einem lebenslangen Berufsverbot; eine Revision dazu wurde 2016 abgelehnt.

## Schriften (Auswahl)
- Axel Feige: Untersuchungen über die Kastrationsveränderungen im Hypophysenvorderlappen von Lipschütztieren bei unterschiedlich langer Versuchsdauer, Medizinische Akademie Lübeck, Dissertation, 1969
- Axel Feige: Der Einfluss der Schwangerschaft auf den Kohlenhydrat-Stoffwechsel : eine Analyse der Regulation anhand metabolischer und endokriner Parameter, Universität Würzburg, Medizinische Fakultät, Habilitationsschrift, 1979
- Thomas Stuhler, Axel Feige: Ultraschalldiagnostik des Bewegungsapparats, Verlag Springer Berlin, Heidelberg, New York, London, Paris, Tokyo; 1987, ISBN 978-3-540-16692-4
- Wolfgang Künzel, Wolfgang-Heinrich Wulf, Axel Feige: Klinik der Frauenheilkunde und Geburtshilfe, Bd. 7: Physiologie und Pathologie der Geburt, Verlag Urban und Fischer München, Jena; 1990, ISBN 978-3-541-15130-1
- Axel Feige: Frauenheilkunde : mit 166 Tabellen, Verlag Urban und Schwarzenberg München, Wien, Baltimore; 1997, ISBN 978-3-541-16071-6
- Axel Feige, Michael Krause: Beckenendlage : mit 71 Tabellen, Verlag Urban und Schwarzenberg München, Wien, Baltimore; 1998, ISBN 978-3-541-16201-7
- Axel Feige: Frauenheilkunde : Fortpflanzungsmedizin, Geburtsmedizin, Onkologie (mit 200 Tabellen), Verlag Urban und Fischer München, Jena, 2001, ISBN 978-3-437-21870-5
- Ingrid Gerhard, Axel Feige, Dorothee Struck: Geburtshilfe integrativ : konventionelle und komplementäre Therapie, Verlag Elsevier, Urban und Fischer, München, 2005, ISBN 978-3-437-31916-7
- A. Feige, Franz Geisthövel: Frauenheilkunde : Fortpflanzungsmedizin, Geburtsmedizin, Onkologie, Psychosomatik (mit 294 Tabellen), Verlag Elsevier, Urban und Fischer, München, Jena, 2006, ISBN 978-3-437-31385-1
- Axel Feige, Martin Pin, Ingo Gräff, Michael Bernhard, Andreas Hüfner, Klaus Weber; mit Beiträgen von Sascha Al Agha [und 96 weiteren]: Zusatzweiterbildung Klinische Akut- und Notfallmedizin – 1000 Fragen kommentierte Prüfungsfragen, Thieme Verlag, Stuttgart, New York; 2022, ISBN 978-3-13-243876-7
- Axel Feige, Werner Rath, Stephan Schmidt ; unter Mitarbeit von D. Grab, H. Halle, J. Hindemith, E. Koepcke, W. Köhler, U. Kopf-Löchel, I. Mylonas, R. Uphoff, M. Zemlin: Kreißsaal-Kompendium : das Praxisbuch für die Geburtshilfe, Thieme Verlag, Stuttgart , New York; 2022, ISBN 978-3-13-245134-6